# V-트윈 엔진

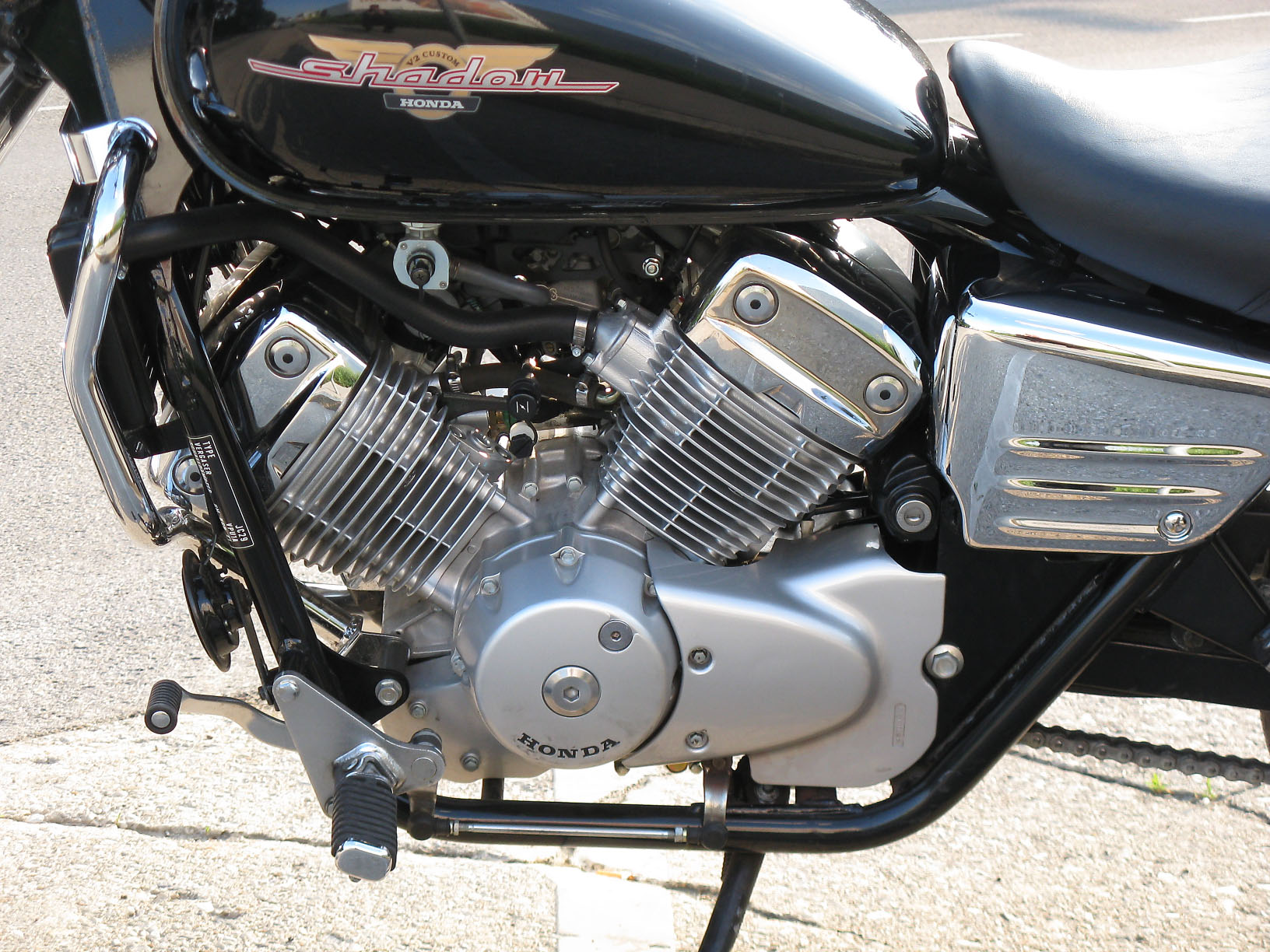

V2 엔진(영어: V2 engine) 또는 V- 트윈 엔진(영어: V-twin engine)은 실린더가 공통 크랭크 축을 공유하고 V 구성으로 배열되는 2기통 피스톤 엔진이다.
오토바이 (가로 또는 세로로 설치됨)와 광범위하게 관련되지만 V- 트윈 엔진은 산업용 엔진 및 여러 소형 자동차에도 사용되었다. V-트윈 디자인은 1880년대 후반으로 거슬러 올라간다.

## 태생
최초의 V- 트윈 엔진 중 하나는 Gottlieb Daimler가 1889년에 제작하였다. 이 엔진은 보트용 고정식 엔진으로 사용되었으며 다임러의 두 번째 자동차인 다임러 Stahlradwagen ( "강철 바퀴가 달린 자동차")에 사용되었다.엔진은 또한 Panhard et Levassor에 의해 프랑스에서 라이센스하에 제조되었다.
초기 V- 트윈 엔진 오토바이는 1902년 11월 영국의 Princeps AutoCar Company에서 생산되었다.이듬해 V-twin 오토바이는 영국의 이클립스 모터 & 사이클 Co (XL-ALL 모델), 미국의 Glenn Curtiss, 독일의 NSU Motorenwerke에서 생산되었다.

## 같이 보기
- 2기통 직렬 엔진